# 신동면
신동면(新東面)은 대한민국 강원특별자치도 춘천시의 면이다. 넓이는 48.2km2이고, 인구는 2006년 기준으로 2,491명이다.
김유정문학촌과 김유정역 등이 이곳에 소재한다.

## 연혁
- 1914년 4월 1일: 춘천군 신남면
- 1973년 7월 1일: 칠전리, 송암리, 삼천리가 춘천시로 편입됨[1]

## 행정 지도
| 법정리 | 한자명 | 행정리                    | 비고                   |
| ------ | ------ | ------------------------- | ---------------------- |
| 의암리 | 衣岩里 | 의암리                    |                        |
| 팔미리 | 八味里 | 팔미1리, 팔미2리, 팔미3리 |                        |
| 혈동리 | 穴洞里 | 혈동1리, 혈동2리          |                        |
| 증리   | 甑里   | 증1리, 증2리, 증3리 증4리 | 면 행정복지센터 소재지 |
| 정족리 | 鼎足里 | 정족1리, 정족2리          |                        |

| 행정 지도 |
| --------- |
|           |

## 교육
- 금병초등학교 (증리)
  - 혈동분교 (폐교) - 혈동고개길 180-5 (혈동리)

## 교통
- 김유정역